# Saint-Félix-de-Rieutord
Saint-Félix-de-Rieutord település Franciaországban, Ariège megyében. Lakosainak száma 469 fő (2022. január 1.). Saint-Félix-de-Rieutord Coussa, Gudas, Ségura, Varilhes és Dalou községekkel határos.

## Népesség
A település népessége az elmúlt években az alábbi módon változott:
| Lakosok száma | 107  | 192  | 278  | 383  | 453  | 461  | 460  | 464  | 466  | 469  |
|               | 1968 | 1982 | 1990 | 2006 | 2013 | 2015 | 2017 | 2019 | 2020 | 2022 |